# Wolverhampton Wanderers Football Club
Pour les articles homonymes, voir Wanderer et Wolves.
Maillots
Actualités
Le Wolverhampton Wanderers Football Club, communément appelé Wolves (les Loups), est un club de football professionnel anglais basé à Wolverhampton dans le comté des  Midlands de l'Ouest. Fondé en 1877, il joue depuis 1889 au Molineux Stadium.
Club historique, Wolverhampton est l'un des membres fondateurs du championnat anglais en 1888. Après avoir remporté à deux reprises la Coupe d'Angleterre avant la Première Guerre mondiale, les Wolves connaissent leur période la plus fastueuse dans l'immédiat après-guerre sous la direction de Stan Cullis en étant à trois reprises champions d'Angleterre (1954, 1958, 1959) et en gagnant deux coupes d'Angleterre (1949 et 1960) et en s'illustrant contre plusieurs équipes étrangères, préfigurant la Coupe des clubs champions européens. Depuis la saison 2018-2019 les Wolves évoluent en Premier League.
Le club entretient une forte rivalité avec West Bromwich Albion, avec qui il dispute le Black Country derby, mais aussi avec Aston Villa, l'autre grand club de la région.

## Histoire

### 1877-1888: De St.Luc au statut professionnel
Le club est fondé en 1877 sous le nom de St. Luc par John et John Brodie Baynton pour officialiser la formation d’une équipe au sein de l’école St. Luc de Blakenhall sous l’égide de son proviseur Harry Barcroft. Deux ans plus tard, St Luc fusionne avec le club de cricket et un autre club de football les Wanderers. Tous ensemble ils forment les Wolverhampton Wanderers.
Le club utilise dans un premier temps deux terrains, le John Harper's Field et le Windmill Field, tous deux situés dans Lower Villiers Street à Blakenhall. Les Wanderers déménagent ensuite en 1881 vers un terrain sur Dudley Road en face du Fighting Cocks Inn.
En 1888, le Wolverhampton Wanderers adopte le professionnalisme et devient l'un des douze fondateurs du championnat d'Angleterre. Le club termine la première saison à la troisième place et se hisse en finale de la Coupe d'Angleterre  où il est battu par les invincibles du Preston North End sur le score sans appel de 3 buts à 0.

### 1888-1945: Premiers triomphes en Coupe et l'entre-deux-guerres

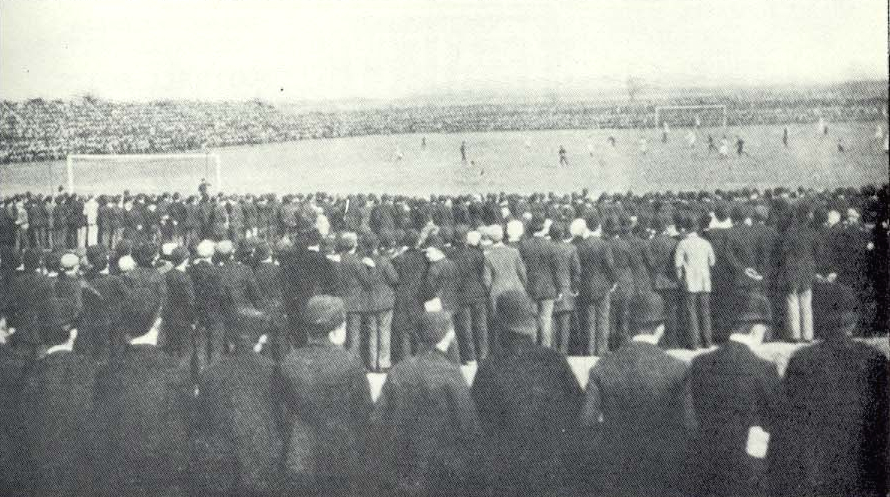
Finale de la FA Cup remportée par les Wolves face à Everton en 1893.

Les Wolves restent dans l’élite anglaise de 1888 à 1906. Ils remportent leur premier titre en 1893 grâce à une victoire en finale de la coupe d'Angleterre 1 but à 0 contre Everton FC à Manchester au Fallowfield stadium. 

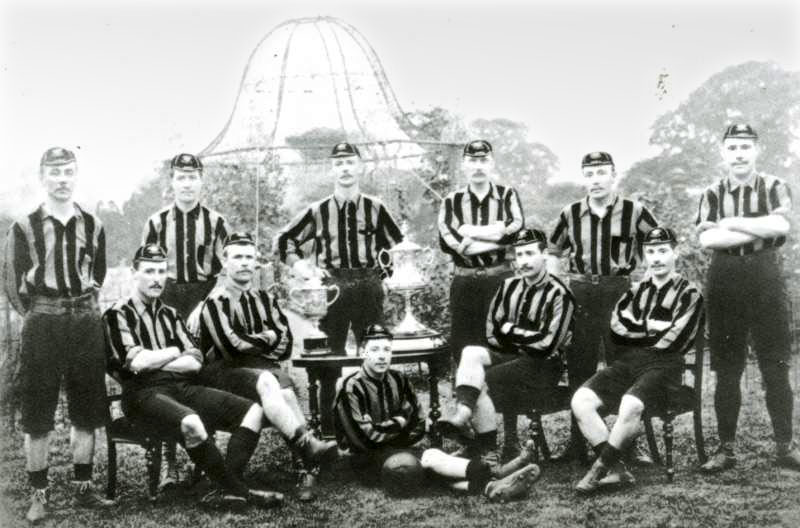
Les Wolves vainqueurs de la FA Cup en 1893.

 Deux ans après leur relégation, les Wolves gagnent une nouvelle fois la Coupe d'Angleterre. Ils deviennent ainsi la première équipe de deuxième division à remporter ce trophée majeur en Angleterre. La finale de 1908 se joue contre Newcastle United. Les Wanderers l’emportent à la surprise générale sur le score sans appel de 3 buts à 1.
Le parcours des Wolves en deuxième division est chaotique. Après avoir lutté de nombreuses saisons contre une nouvelle relégation, celle-ci arrive en 1923. Le club se retrouve alors en troisième division (groupe nord). Il n'y reste qu’une seule année car il remporte le titre de champion de troisième division contre Rochdale AFC. Après huit nouvelles années en deuxième division, les Loups obtiennent finalement leur promotion en première division en remportant le titre de champions de deuxième division. Après avoir stagné plusieurs années dans le ventre mou de la première division, les Wanderers terminent le championnat 1937 à la cinquième place avant de se hisser à une très belle deuxième place en 1938 derrière Arsenal FC et en 1939 derrière Everton FC. La saison 1938-1939 est particulièrement frustrante car le club perd aussi la finale de la Coupe d'Angleterre 4 buts à 1 contre Portsmouth FC.
Le Modèle:Date 11, 61 315 spectateurs assistent à la réception d'Arsenal, ce qui constitue le record d'affluence du club.

### 1945-1964: L’ère Cullis et la naissance du football européen
Lorsque le championnat reprend après la Seconde Guerre mondiale et six années d’interruption, Wolverhampton Wanderers se positionne immédiatement parmi les meilleurs clubs d’Angleterre. Le club échoue dans la quête du titre en 1947. Comme en 1938, les Wolves perdent le titre lors de la dernière journée lors d’une défaite 2-1 contre leur adversaire direct, Liverpool. Ils sont devancés par Liverpool FC pour un point seulement, Manchester United étant deuxième à la faveur de la différence de buts (+42 contre +41). Ce match est le dernier en tant que joueur de Stan Cullis, qui devient en juin 1948 le manager du club et va l’emmener vers les sommets du football anglais. 

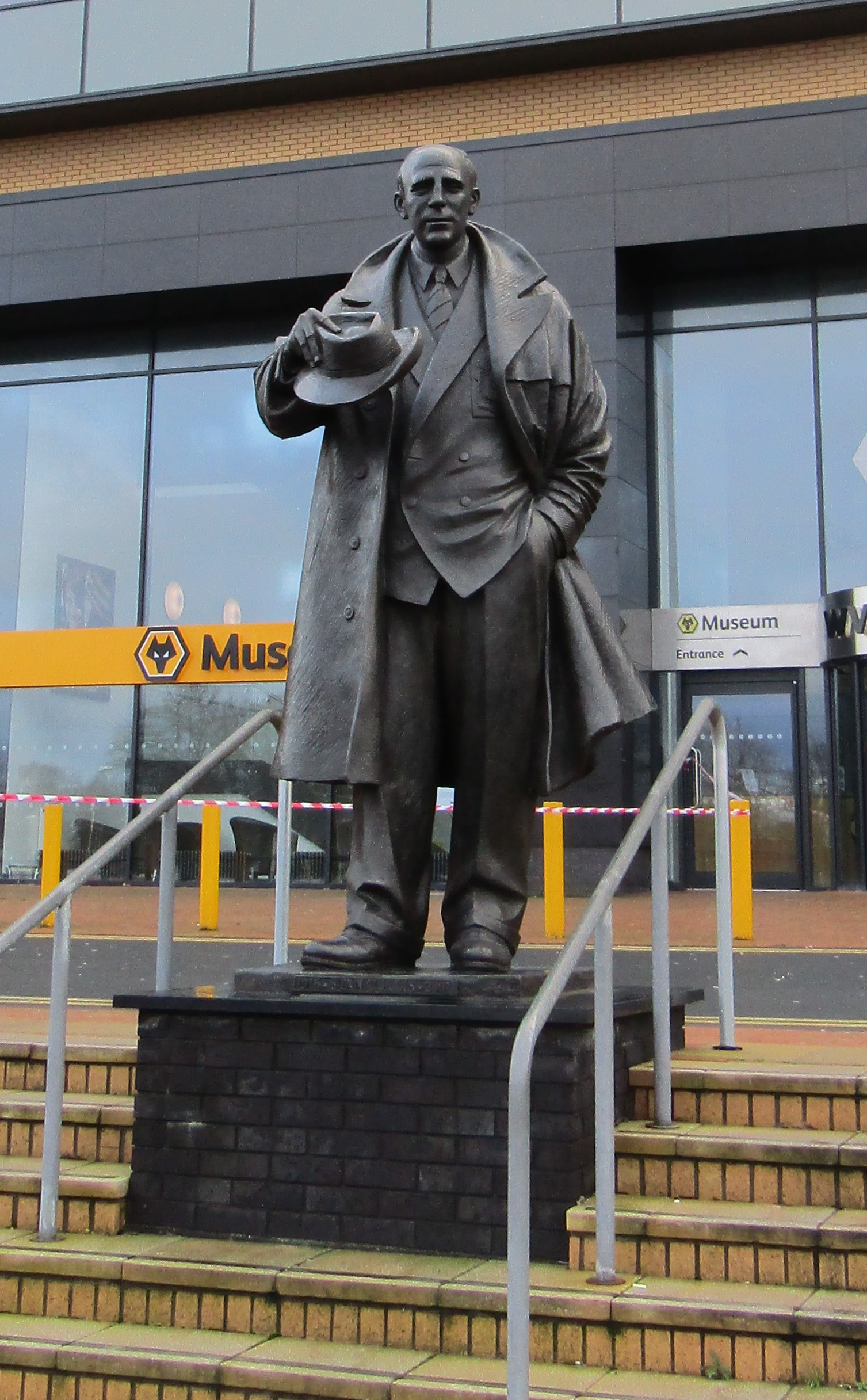
Statue de Stan Cullis devant Molineux.

Dès sa première saison Cullis permet à son club de remporter son premier trophée depuis 41 ans en battant Leicester City en finale de la Coupe d’Angleterre 1949 sur le score de 3-1, grâce à un doublé de Jesse Pye et une réalisation de Samuel Smyth. Pour sa deuxième saison , le club remporte le traditionnel Charity Shield (titre partagé avec Portsmouth) et grimpe à la deuxième place du championnat et échoue une fois de plus à cause d’un goal-average défavorable.

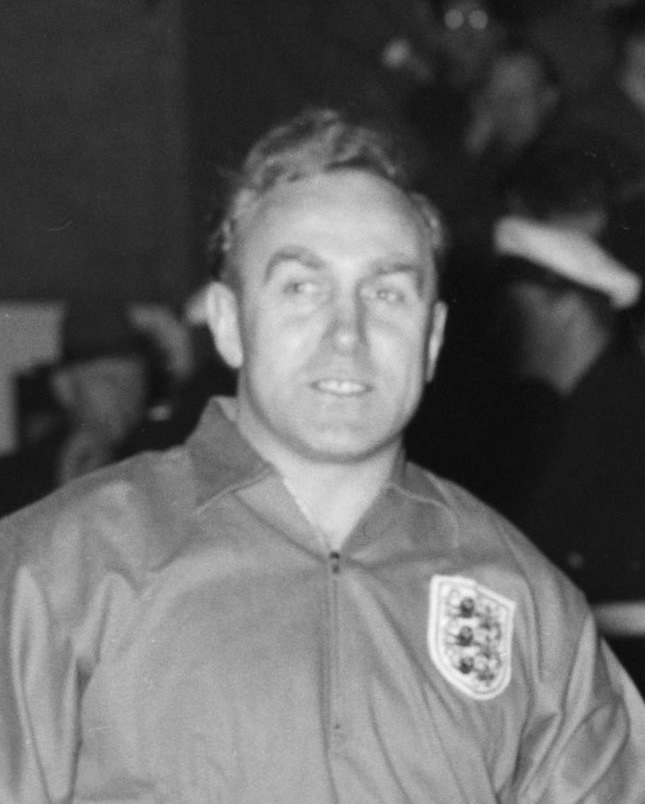
Le capitaine Billy Wright emmène les Wolves au sommet du football anglais dans les années 1950.

Les années 1950 qui débutent sont de loin la meilleure période de l’histoire sportive du Wolverhampton Wanderers FC. Après deux saisons décevantes bouclées dans le ventre mou et un podium en 1953, les Wolves, commandés par leur capitaine Billy Wright, remportent enfin le championnat en 1954. Cette victoire est d’autant plus belle qu’elle se fait en coiffant au poteau un de leurs pires ennemis, West Bromwich Albion. Les saisons suivantes sont également positives puisque l'équipe de Cullis ne termine pas au-delà de la sixième place en championnat. La décennie se termine avec deux nouvelles victoires consécutives en championnat, 1958 et 1959. La victoire en finale de la Coupe d’Angleterre 1960 cimente leur position de première équipe d’Angleterre des années 1950.
Jusque dans les années 1950, le football était avant tout un sport pratiqué l’après-midi. L’éclairage des stades n’était encore que balbutiant. Lors de l’été 1953, les premiers projecteurs sont installés dans Molineux Stadium. Ils sont tout d’abord testés lors d’un match amical contre une équipe d’Afrique du Sud en tournée en Angleterre. Au cours des mois suivants, les Wolves jouent une série de matchs amicaux nocturnes contre toute une série d’équipes étrangères et deviennent une source d’inspiration pour de nombreux jeunes joueurs comme George Best,. Après les Argentins du Racing d’Avellaneda, Wolverhampton rencontre les Soviétiques du Spartak Moscou puis les Hongrois du Budapest Honvéd lors d’un match historique pour le football anglais car il est diffusé en direct sur la BBC. À ce moment-là, peu de personnes croyaient en l’avenir de l’équipe d’Angleterre et les Wolves devaient affronter une équipe hongroise composée de nombreux membres de l’équipe du Onze d'or hongrois qui venait d’humilier par deux fois l’équipe nationale anglaise et d’être finaliste de la dernière Coupe du monde. Sous les yeux de la nation anglaise, les Wolves parviennent à battre les Hongrois sur le score de 3 buts à 2 après avoir compté deux buts de retard. Cette victoire, qui s’ajoutait à celles obtenues contre les autres équipes déjà rencontrées, provoque une grande ferveur qui fait que la presse britannique proclame les Wanderers « Champions du monde des clubs ». Cet épisode est un nouvel atout pour Gabriel Hanot, rédacteur en chef du journal sportif français L'Équipe, qui réclame depuis déjà plusieurs années à travers toute l’Europe la constitution d’une véritable compétition européenne pour les clubs.
« Avant de déclarer que Wolverhampton Wanderers est invincible, laissons-les aller à Moscou ou à Budapest. Et il y a d’autres clubs de renommée internationale : l’AC Milan et le Real Madrid pour n’en citer que deux. Un championnat du monde des clubs, ou du moins une compétition européenne, plus grande, plus significative et plus prestigieuse que la Coupe Mitropa et plus originale qu’une compétition pour équipe nationale, devrait être lancée »
— Gabriel Hanot
Le congrès de l’UEFA de mars 1955 aborde la question d’une compétition européenne. Le principe est adopté et le coup d’envoi de la première coupe d’Europe est prévu pour le début de la saison 1955-1956. Paradoxalement aucun club anglais n’y participe.
Wolverhampton participe pour la première fois à cette compétition en 1959. Le club des Midlands est le deuxième club anglais à y participer après Manchester United. Les Wolves perdent au premier tour contre les Allemands de Schalke 04.

### 1964-1970: L'après Cullis et le championnat américain
Le début des années 1960 voit le déclin du Wolverhampton Wanderers FC. Cullis est licencié en septembre 1964 au début d’une saison lors de laquelle le club ne peut s’extirper de la zone de relégation. La première période en deuxième division depuis près de trente ans dure deux saisons en tout. Au printemps 1967, après une série de huit victoires consécutives, les Wolves obtiennent leur promotion en première division.
Pendant l’été 1967, le club participe à la saison de championnat de l’United Soccer Association. Ce championnat nord-américain est composé de douze clubs originaires d’Europe et d’Amérique du Sud invités à jouer dans des villes américaines et canadiennes, chaque club portant le nom d’une entité locale. Wolverhampton Wanderers, jouant sous le nom de Los Angeles Wolves, remporte la Western Division et participe à la grande finale du championnat. Celle-ci oppose Los Angeles, vainqueur à l’ouest, à Washington Whips, composé en fait du club écossais d’Aberdeen FC, vainqueur à l’est. Los Angeles l’emporte 6 buts à 5. Ce championnat soutenu par la FIFA fusionne à la fin 1967 avec celui de la National Professional Soccer League pour former la North American Soccer League.

### Retour aux avant-postes lors des années 1970
Le retour du club en Angleterre marque le début d’une deuxième période de relatif succès. L’équipe composée de joueurs comme Derek Dougan, Kenny Hibbitt et Frank Munro termine la saison 1970-1971 à une belle quatrième place et se qualifie ainsi pour la toute nouvelle Coupe UEFA. Leur première apparition dans cette compétition est une grande réussite.

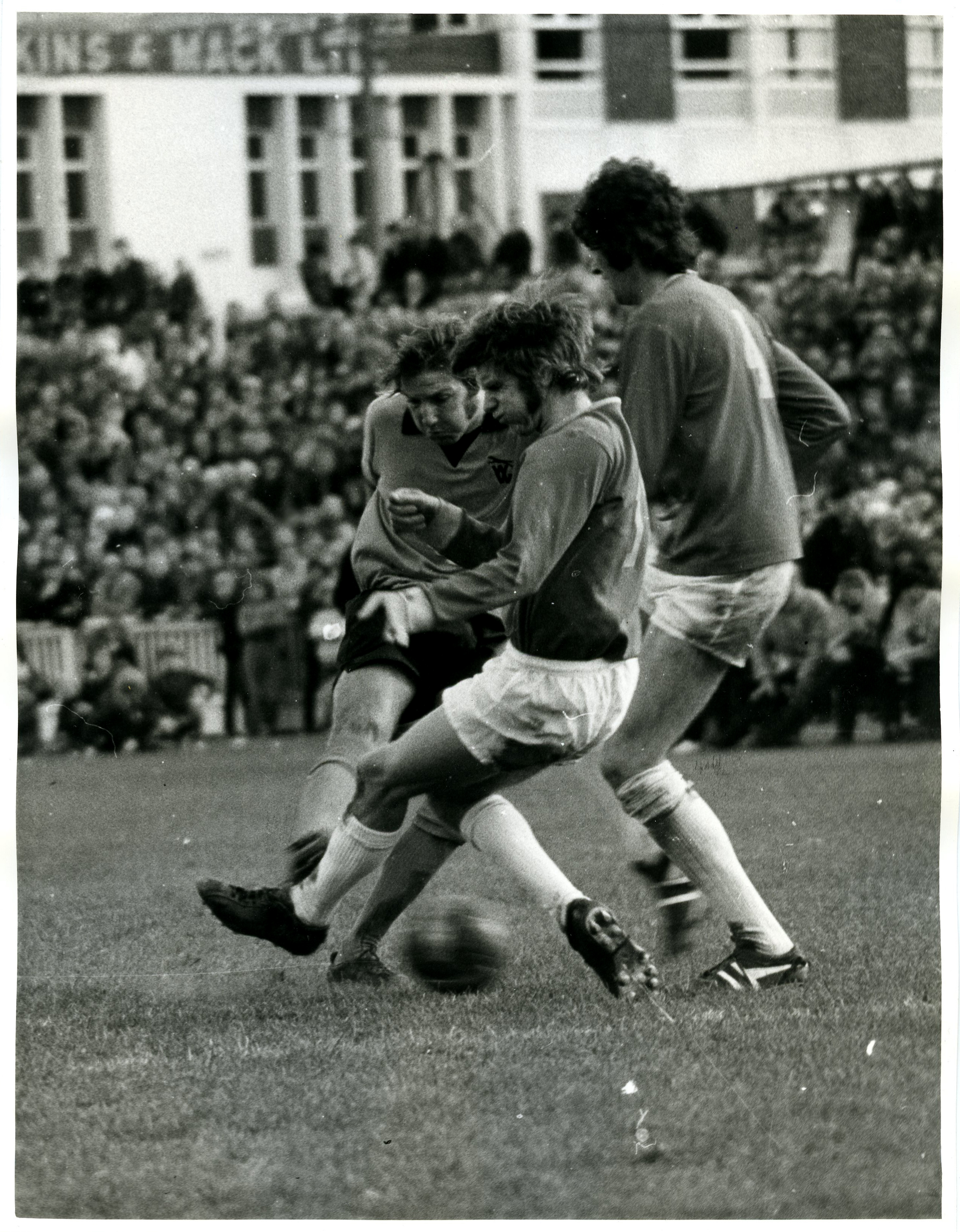
Les Wolves face à l’équipe de Wellington (Nouvelle-Zélande) en 1972.

Sur le chemin de la finale, les Wanderers écartent successivement Académica Coimbra, ADO La Haye, la Juventus en quart de finale et Ferencváros TC en demi-finale. La finale l’oppose à un autre club anglais, Tottenham Hotspur. Elle se joue en match aller-retour. Les Wanderers perdent le match aller disputé à Molineux Stadium deux buts à 1 et ne peuvent que faire match nul lors du retour à White Hart Lane 1 but partout. Tottenham remporte donc la première coupe UEFA.
Deux ans plus tard, en 1974, Les Wolves remportent leur première Coupe de la Ligue en battant en finale Manchester City. Cette période faste ne dure pas. Le club est de nouveau relégué en 1976. Wolverhampton remonte immédiatement dans l’élite anglaise. En 1980, le club remporte son dernier grand trophée avec une deuxième Coupe de la Ligue obtenue aux dépens de Nottingham Forest, nouveaux champions d’Europe.

### Crise financière et descente en quatrième division dans les années 80
Wolverhampton Wanderers traverse dans les années 1980 une très mauvaise passe. Elle commence par une grave crise financière à la suite d'une politique économique désastreuse menée par les propriétaires du club, les frères Bhatti. Pour ne rien arranger, de grosses sommes d'argent sont injectées dans le stade. L'une des tribunes de Molineux fut détruite en 1979 et sa reconstruction coûta 1/2 million de livres. Cette crise aboutit presque à la disparition du club et qui se traduit sportivement par trois relégations successives en 1984, 1985 et 1986.
Pour la première fois dans son histoire, le club se retrouve en quatrième division. Le comble est atteint cette année-là par une lourde défaite au premier tour de la Coupe d'Angleterre contre l’équipe amateur du Chorley FC.
Sportivement, les années 80 n'ont pourtant pas si mal démarré pour les Wolves. Le club remporte la League Cup et termine sixième de première division lors de la saison 1979-1980. L'année suivante, le club se hisse jusqu'en demi-finale du la FA Cup. Lorsque l'entraîneur de l'époque John Barnwell, victime d'un grave accident de voiture en 1979 dut démissionner pour des raisons de santé en 1982, le club tenta d'enrôler Alex Ferguson, alors entraineur du club écossais d'Aberdeen. Cependant, la mauvaise situation financière freina les négociations et Ferguson déclina la proposition. C'est finalement l'ancien défenseur du club Graham Hawkins qui fut nommé à la tête de l'équipe.
La saison 1981-1982 se termina par une relégation pour Wolverhampton, et avec une dette de près de 2.5 millions de livre, le club fut au bord de la disparition. Le club fut finalement sauvé après qu'un ancien joueur, Derek Dougan aida à conclure un accord pour les frères Bhatti en vue le rachat du club..
Après ce rachat, les Wolves retournent en première division dès leur première tentative en terminant deuxièmes de division deux.
Pour leur retour parmi l'élite du football anglais, les Wolves connaissent un début de saison catastrophique, n'enregistrant aucune victoire lors des quatorze premières journées.
La première victoire de la saison arrivera le 26 novembre 1983 et malgré quelques performances remarquables contre Liverpool (victoire 1-0) et Manchester United (partage 1-1), le club terminera bon dernier du classement.
Malgré un début de saison 1984-1985 relativement satisfaisant, une lourde défaite 5-1 face à Barnsley plongea le club dans la crise.
Incapables de sortir de cette spirale infernale, les Wolves connaîtront une nouvelle relégation consécutive et rejoignent la troisième division.
Au-delà de la relégation, l'affluence pour les matchs à domicile fut également un vrai problème. Près de 15 000 personnes étaient présentes lors de la première journée de championnat contre seulement 4 422 lors de l'ultime match de la saison.
Le cauchemar continua lors 1985-1986. Après une défaite lors du match d'ouverture face à Brentford, une succession de contre-performances plongea le club dans la zone de relégation. Incapable d'en sortir, Wolverhampton sombre en quatrième division pour la première fois de son histoire le 26 avril 1986, malgré une victoire face à Cardiff.
L'ère catastrophique des frères Bhatti prit finalement fin le 2 juillet 1986. Cependant, le club n'est vraiment sauvé de la disparition que lorsque le Conseil municipal de Wolverhampton acheta Molineux pour 1.12 million de livres.
À la suite de ce rachat, les Wolves parviennent à arrêter cette série de relégations successives. Le club termine quatrième du championnat à l'issue de l'exercice 1986-1987 et évite ainsi de descendre en 
National League.
En 1987, après avoir été sauvé de la dissolution par le conseil municipal de la ville, le club est repris par un nouveau propriétaire qui nomme à la tête de l'équipe Graham Turner. Dès la saison suivante, le club retourne au sein du troisième échelon du football anglais et enchaîne immédiatement une nouvelle promotion en remportant le championnat de division trois.
En 1989, les Loups sont de retour en deuxième division après deux promotions successives. Cette résurrection sportive se traduit aussi au niveau des trophées : le club remporte le Football League Trophy en battant à Wembley devant 80 000 spectateurs Burnley FC.
Le joueur clé de cette renaissance sportive est sans aucun doute Steve Bull, acheté au club de West Bromwich Albion en même temps qu'Andy Thompson pour une somme globale de £ 64 000. Lors des deux saisons de promotion successives, il réussit l’exploit de marquer 52 buts toutes compétitions confondues lors de la saison 1987-1988 puis 50 la saison suivante. En reconnaissance il est même sélectionné en équipe d'Angleterre de football et participe à la Coupe du monde 1990 en Italie. Lorsqu’il prend sa retraite en 1999, son record de buts marqués s’élève à 306 buts, 250 d’entre eux en championnat. C’est toujours le record de buts marqués pour le club.

### 1990-2007: Les années Hayward
En 1990, Jack Hayward, un fan des Wolves rachète le club et investit massivement dans la modernisation du stade afin de transformer Molineux en une enceinte moderne dont tous les sièges sont assis. 

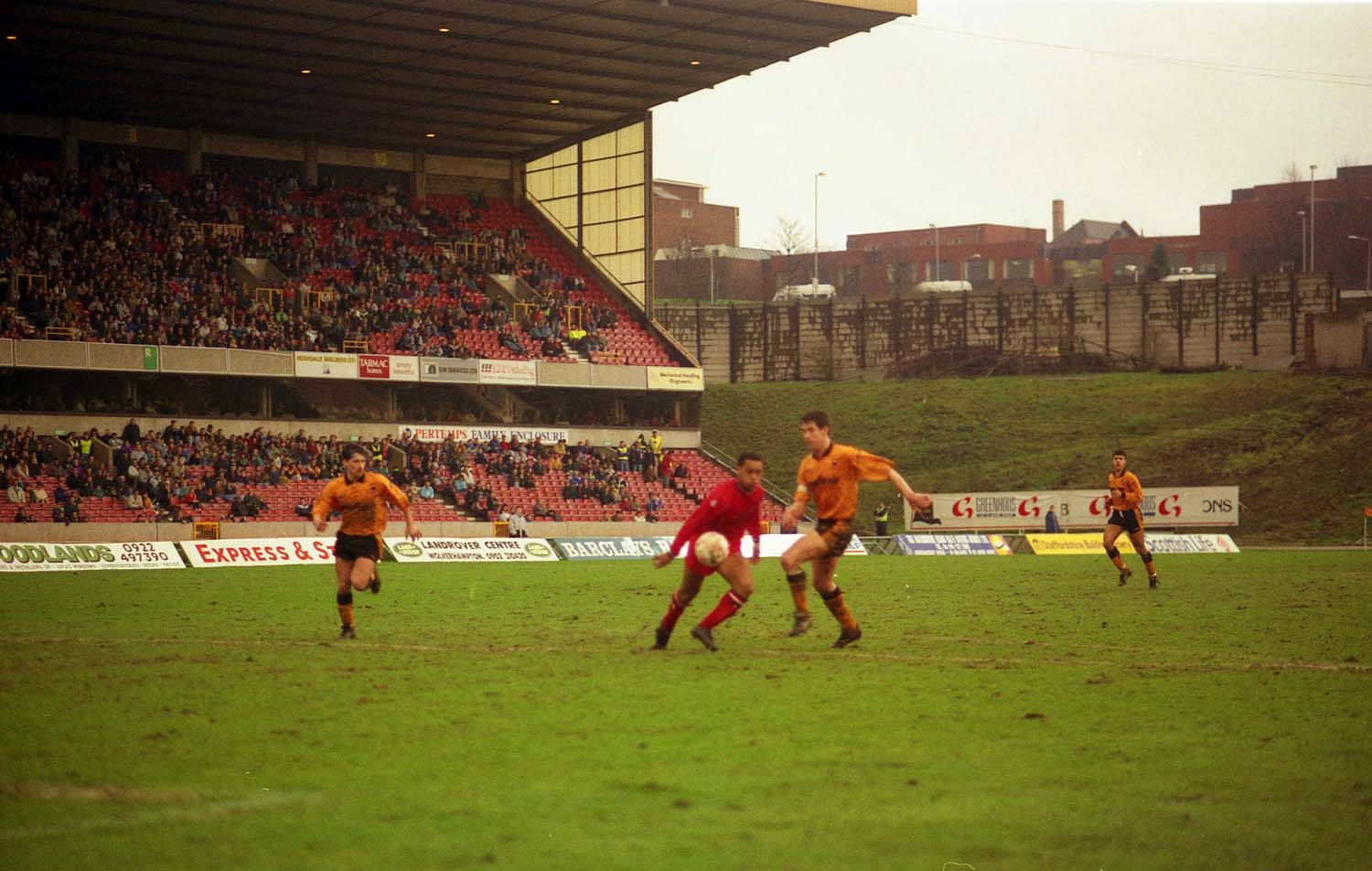
Rencontre des Wolves à domicile en 1991.

Le stade entièrement rénové ouvre ses portes le 7 décembre 1993 et est inauguré lors d'un match amical face au club hongrois de Honvéd.
Par la suite, Hayward s'attaqua à la reconstruction de l'équipe avec comme ambition de retrouver la Premier League le plus rapidement possible.
Sous la direction du manager Graham Turner, en place depuis 1986, le club réussit à se stabiliser en division deux et consolide sa place en milieu de tableau.
Durant l'été 1993, de nombreux investissements afin de renforcer l'équipe pour retrouver la Premier League furent réalisés. Toutefois, Turner quitte le club en mars 1994 après que le club ait définitivement fait une croix sur ses chances de promotion.
Il est remplacé par l'ancien sélectionneur national Graham Taylor qui mena le club à sa meilleure position au classement depuis plus d'une décennie. Les Loups terminent quatrièmes de la phase classique du championnat ce qui les qualifia pour les playoffs d'accession à la Premier League. Cependant, une défaite 2-3 en demi-finale face à Bolton mis fin aux espoirs de promotion.
En novembre 1995, après seulement une saison complète à la tête de l'équipe, Taylor quitta le club et fut remplacé par l'écossais Mark McGhee. Lors de la saison 1996-1997, McGhee parvint à hisser une nouvelle fois le club en playoffs mais manqua une  nouvelle fois la promotion après une nouvelle défaite en demi-finale cette fois face à Crystal Palace.

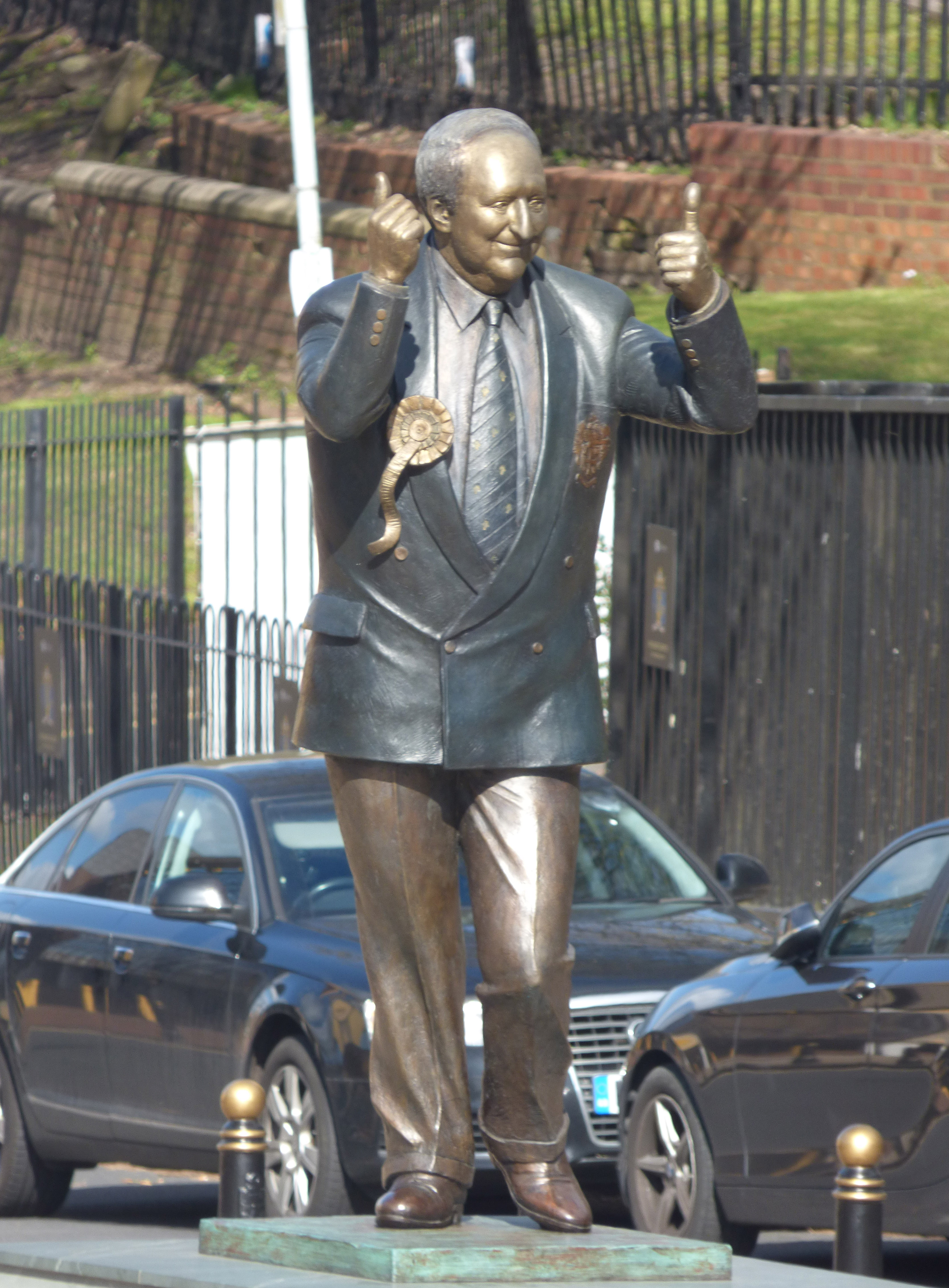
Statue de Sir Jack Hayward à près de Molineux.

Malgré ces investissements, ni Graham Taylor, ni Mark McGhee n'ont réussi à atteindre l'objectif de promotion, malgré deux demi-finales de playoffs atteintes.
Ce n'est qu'en 2003 que les Wolves, emmenés par leur entraineur Dave Jones, parviendront à retrouver l'élite du football anglais. En effet, après avoir éliminé le club de Reading lors des demi-finales, Jones et ses hommes prennent le meilleur sur Sheffield United, au Millennium Stadium de Cardiff en l'emportant 3-0 avec des buts de Mark Kennedy, Nathan Blake et Kenny Miller.
Pour leur retour dans l'élite, les Wolves doivent faire sans plusieurs joueurs clés comme Matt Murray et Joleon Lescott. Le début de saison est compliqué et le club se retrouve rapidement dans la zone rouge. Malgré quelques performances notables comme une victoire 1-0 face à  Manchester United, le club ne parviendra pas à se sauver et retourne immédiatement en Championship la saison suivante.
Ambitionnant une remontée immédiate en Premier League, le board ne supporta pas le début de saison médiocre du club et Jones fut licencié en novembre 2004.
Arrivé alors un autre ancien sélectionneur anglais, Glenn Hoddle. Malgré un regain de forme et seulement une défaite lors des 25 derniers matchs de championnat, le club termina à une décevante neuvième place, plombé par ses trop nombreux partages.
La saison suivante vit le club terminer septième au classement, insuffisant pour atteindre les playoffs.
Critiqué par les fans, Hoddle décide alors de quitter le club durant l'été 2006.
Arrivé alors chez les Wolves l'ancien international irlandais  Mick McCarthy pour remplacer Hoddle.
Les attentes pour l'exercice 2006-2007 sont basses et McCarthy fut forcé de constituer un groupe principalement composé de jeunes joueurs de l'académie et de joueurs arrivés en prêt ou en fin de contrat.
Après un début de saison compliqué, une seconde partie de championnat impressionnante qualifia malgré tout le club pour les playoffs. Une double défaite en demi-finale face au rival local de  West Brom mit toutefois un terme à cette saison, aux portes de la finale.

### 2007-2016: Rachat, retour en Premier League et nouveau déclin
Le 9 août 2007, après dix-sept années en tant que propriétaire du club, Jack Hayward trouve un accord avec l'homme d'affaires  Steve Morgan pour le rachat du club. Morgan investit 30 millions de livres au sein du club et déclare vouloir investir massivement afin de ramener le club en Premier League le plus rapidement possible. 

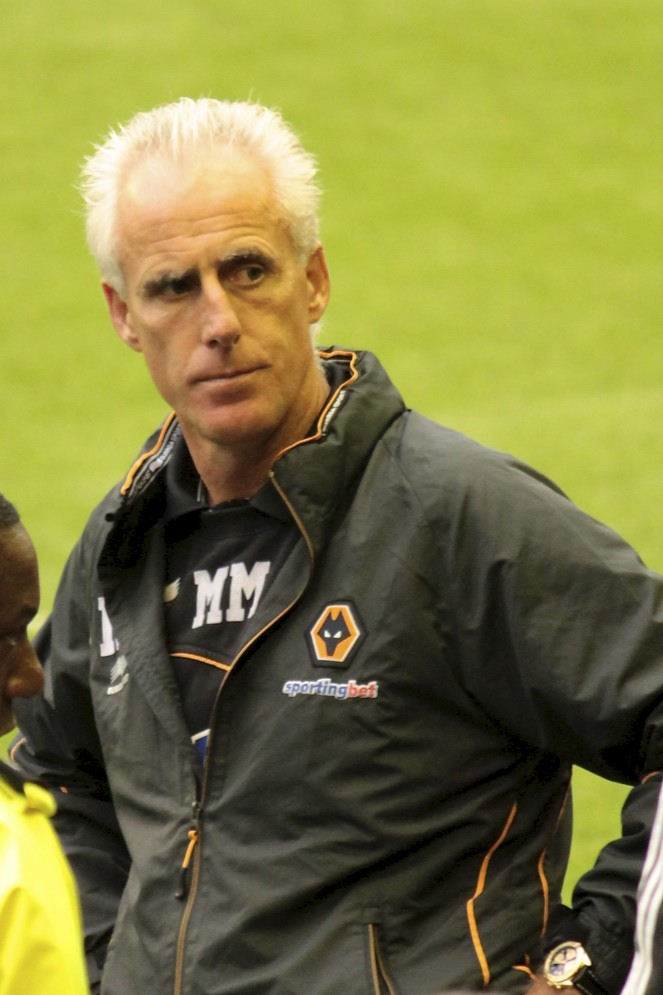
Mick McCarthy, entraîneur de 2006 à 2012

Malgré ces nouvelles ambitions, la saison 2007-2008 fut globalement décevante pour l'équipe puisque les Loups terminent juste en dehors du top six, manquant ainsi de peu la qualification pour les playoffs. 

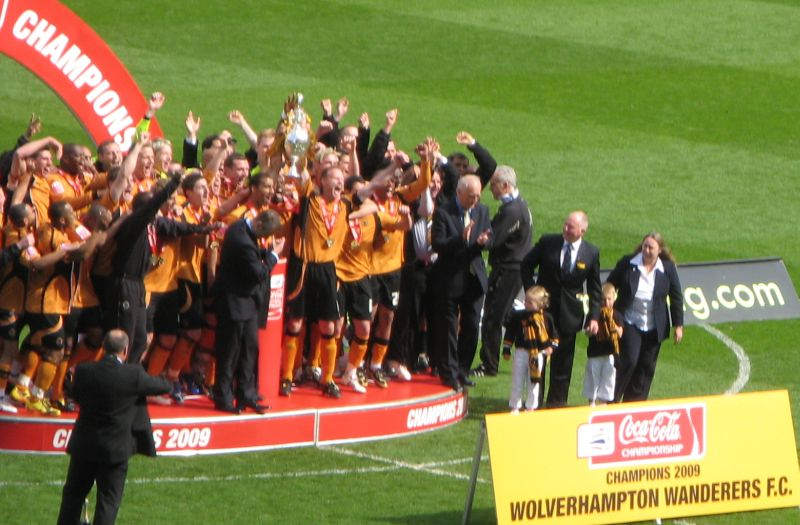
Les joueurs de Wolverhampton sacrés champions de Championship

Ce n'est que la saison suivante que les résultats arrivèrent. Après un début de saison impressionnant, et emmené par son duo Sylvan Ebanks-Blake et Chris Iwelumo, Wolverhampton se hisse en tête du classement dès la fin du mois d'août et ne quitte plus jamais les deux premières places. Le 18 avril 2009, la promotion fut officiellement assurée après une victoire face à  QPR et la semaine suivante, les Wolves remportent officiellement le championnat, leur premier titre de champions depuis la saison 1988-1989.
Pour leur retour en Premier League, McCarthy et ses hommes réalisent un exercice réussi. Le maintien est assuré dans l'élite pour la première fois depuis 1981 grâce à une respectable quinzième place, leur meilleure position depuis 30 ans.
La saison suivante fut toutefois plus compliquée et malgré le maintien, le club lutta jusqu'à la fin de la saison pour ne pas descendre.
Ce n'est qu'à l'issue de la saison 2011-2012 que le club finira par retrouver la seconde division. Après un mauvais début de saison, McCarthy fut licencié en février après cinq ans et demi à la tête de l'équipe. Il est remplacé par Terry Connor qui, incapable de gagner un seul de ses treize matchs en tant qu'entraîneur, ne put empêcher la relégation.
Il s'ensuit alors une période d'instabilité et de déclin sportif.
La saison 2012-2013 vit le club, connaître une seconde relégation concécutives.
Les Wolves remportent toutefois la League One dès leur première tentative et parviennent à se maintenir en Championship lors des trois années suivantes.

### L'ère Fosun International et retour en Premier League
Le 21 juillet 2016, alors que les Wolves végètent en  Championship, le groupe Fosun International transmet une offre de 45 millions de livres au propriétaire Steve Morgan. Ce dernier accepte et cette transaction permet au club de repartir de l'avant. L'entraîneur italien Walter Zenga est alors engagé au début de la saison 2016-2017 mais son règne ne durera que 14 matchs.
Il est remplacé en novembre 2016 par le manager écossais Paul Lambert qui terminera la saison.

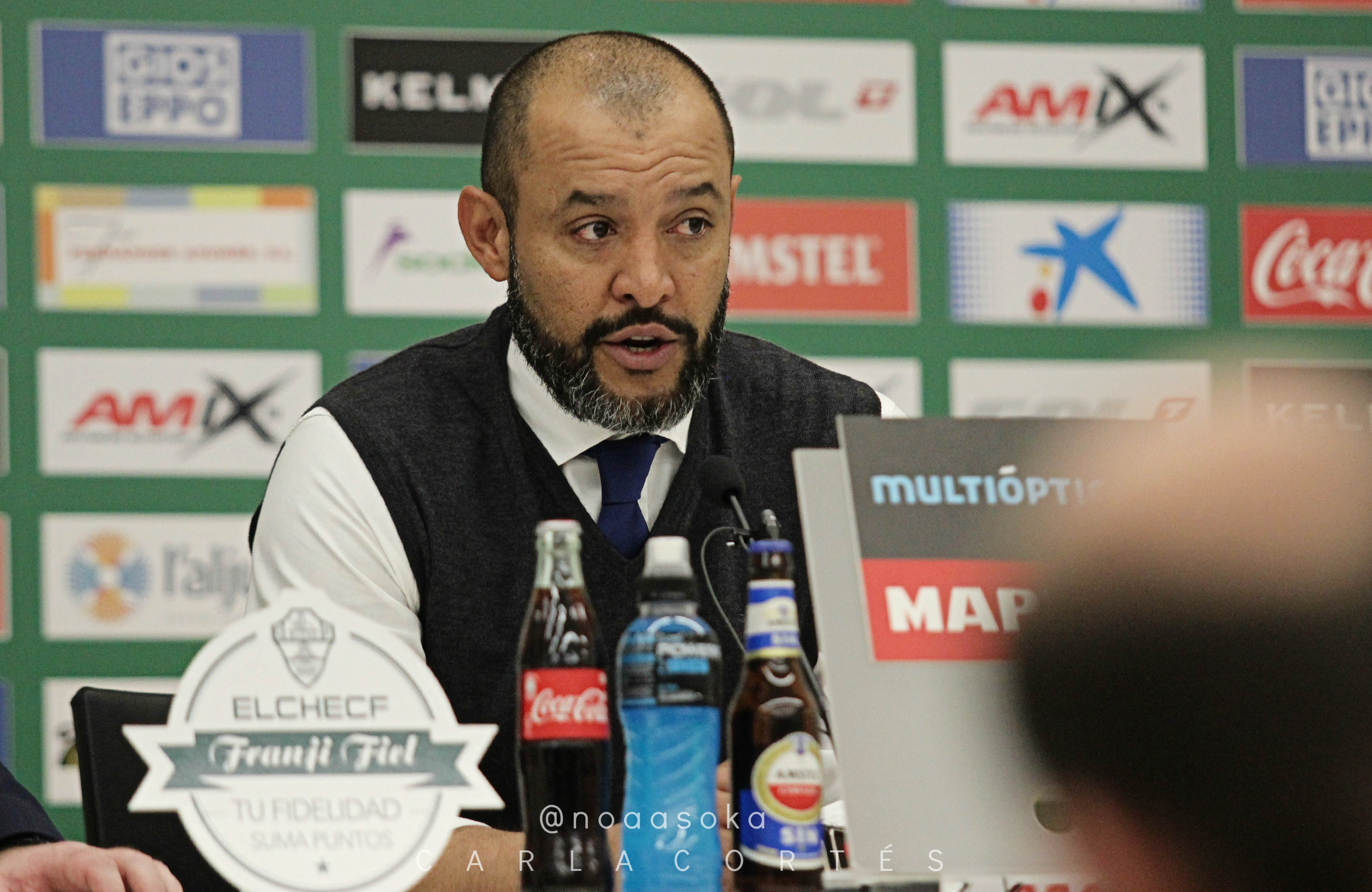
Nuno Espírito Santo, entraineur de 2017 à 2021, permet au club de remonter et de se stabiliser en Premier League.

Après une décevante 15e place, la direction, conseillée par Jorge Mendes, décide une nouvelle fois de changer d'entraîneur. Arrive alors le réputé tacticien portugais et ancien grand gardien Nuno Espirito Santo. Cette arrivée, couplée à l'achat de plusieurs bons joueurs au niveau continental comme Jón Daði Böðvarsson, Hélder Costa ou encore le grand espoir portugais Rúben Neves doit permettre au club de retrouver l'élite du football anglais le plus rapidement possible.
À l'issue de la saison 2017-2018, le club est promu en première division après une campagne exceptionnelle au terme de laquelle les Wolves seront sacrés champions avec 99 points.

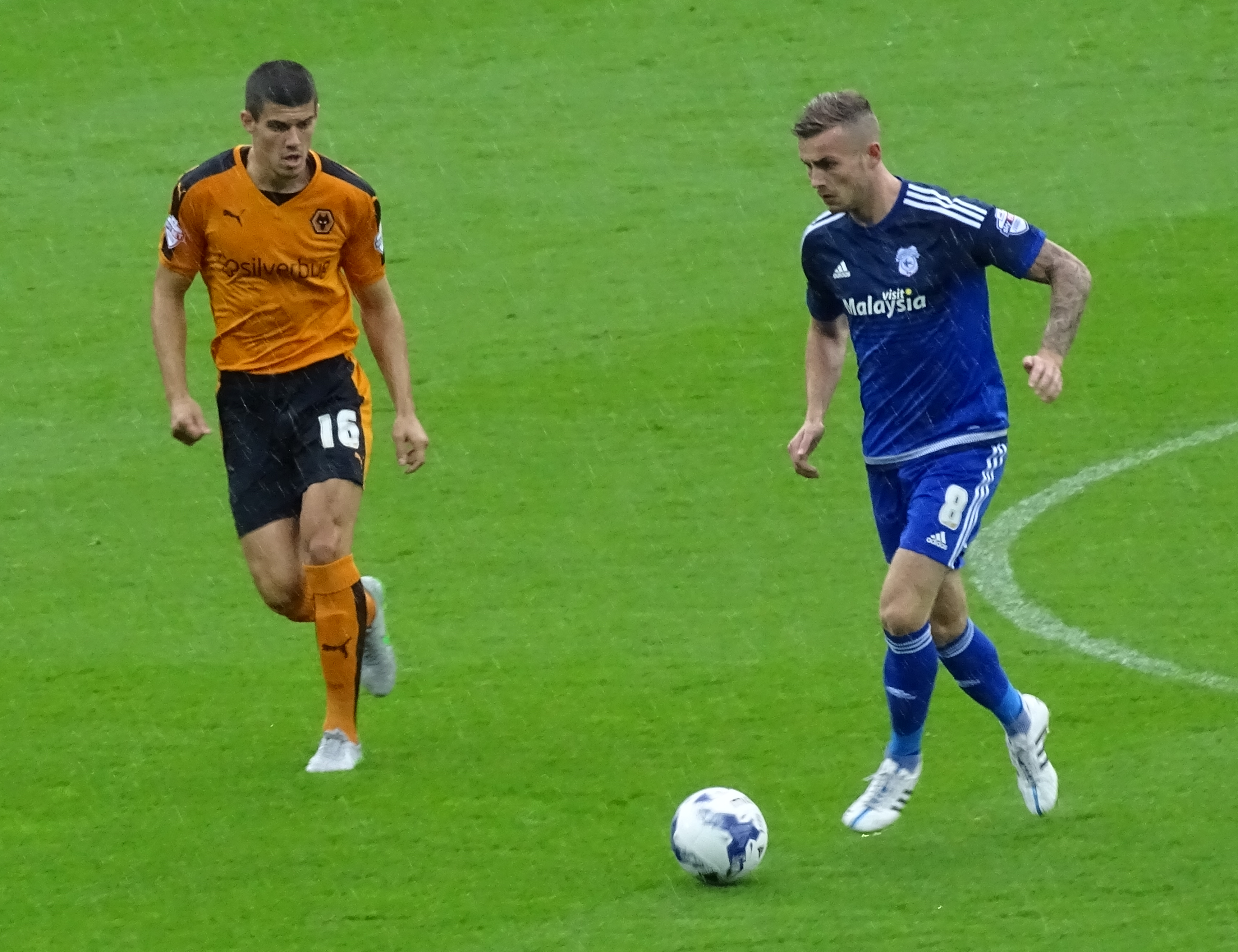
Conor Coady défenseur marquant du club dans les années 2010.

Durant l'été 2018, le club décide alors d'investir massivement sur le marché des transferts afin d'être immédiatement compétitif en Premier League. L'équipe s'articule alors autour d'internationaux confirmés comme les  portugais Rui Patricio et João Moutinho, le grand espoir belge Leander Dendoncker ou encore le buteur mexicain Raúl Jiménez et de joueurs britanniques expérimentés comme le capitaine Conor Coady ou le défenseur Ryan Bennett.
Très vite, les résultats positifs arrivent et le club réalise un premier exercice remarquable au sein de l'élite. Les Wolves parviennent à battre plusieurs cadors du championnat comme Tottenham, Chelsea et Arsenal et atteignent les demi-finales de la FA Cup. finalement, les Wolves terminent à la septième place du classement ce qui les qualifie pour les tours préliminaires de la Ligue Europa pour la première fois depuis la saison 1979-1980.
Pour la saison 2019-2020, peu de mouvements sont à signaler. Nuno parvient à conserver ses cadres et le club se contente de rajouter un joueur par ligne afin d'approfondir le banc. L'italien Patrick Cutrone et le défenseur espagnol Jesús Vallejo sont les deux principales recrues.
Après avoir avancé sans aucun souci durant les premiers tours de qualification, Wolverhampton réalise deux prestations de qualité en éliminant le Torino 5-3 sur l'ensemble des deux matchs. Cette performance notoire permet au club de retrouver la phase de groupes de la Ligue Europa.
Le 6 octobre 2019, les Wolves réalisent un véritable exploit en parvenant à battre le double champion en titre Manchester City sur son terrain sur le score de 2-0.
Grâce à ce succès, Nuno et ses hommes sont parvenus à battre au moins une fois tous les membres du "Big six" anglais, que ce soit en championnat ou en coupe depuis août 2018.
La saison 2018-2019 commence très tôt pour les Wolves , contraints de disputer le second tour de qualification de la Ligue Europa contre les Nord- Irlandais de Crusaders. Le 25 juillet 2019, un match de coupe d'Europe est disputé à Molineux pour la première fois en 40 ans. Le club franchit ensuite facilement les différents tours de qualification pour atteindre la phase de groupes.

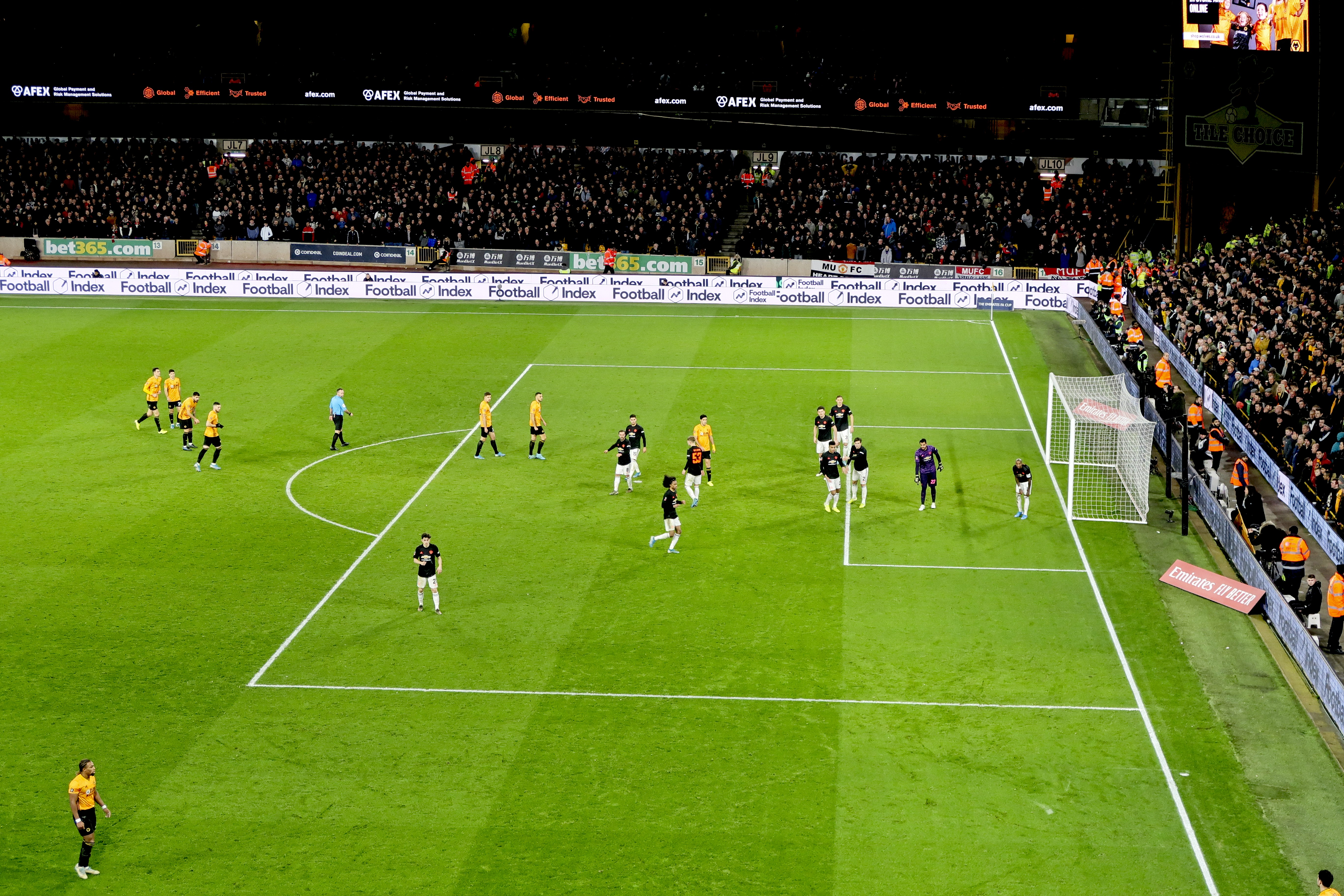
Wolverhampton face à Manchester United lors de la FA Cup en 2020.

En championnat, l'équipe continue sur sa lancée de la saison précédente malgré un début de championnat mitigé. Le club parvient à accrocher le nul face à plusieurs rivaux pour l'Europe comme Leicester, Manchester United ou encore Arsenal et réalise même un impressionnant 6/6 face au champion en titre Manchester City. Nuno devenant ainsi l'un des rares entraineurs à battre Pep Guardiola deux fois sur la même saison en championnat.
Sur la scène européenne, le club impressionne, termine deuxième de son groupe derrière Braga et se débarrasse facilement de l'Espanyol de Barcelone pour rejoindre les huitièmes de finale afin d'y affronter l'Olympiakos. Le club grec donne du fil à retordre aux anglais qui ne se qualifient que grâce à un pénalty de Raúl Jiménez au match retour, après un nul un partout à l'aller.
Quelques jours plus tard, la saison nationale et européenne est suspendue à cause de l'arrivée du Covid-19 en Europe. Le championnat anglais reprend finalement en juin, à huis clos, mais ce chamboulement ne porte pas atteinte à la bonne dynamique de l'équipe. Le club ne concède que trois défaites lors de la reprise du championnat et termine de nouveau à la septième place du classement. Malheureusement, la victoire d'Arsenal en FA Cup prive les Wolves d'une nouvelle qualification européenne, l'UEFA n'autorisant que maximum sept équipes par pays à participer aux compétitions continentales.
En Ligue Europa, la compétition est également fortement par la pandémie et le club continue son parcours en disputant un Final 8 à partir des quarts de finale. L'équipe affronte le FC Séville en un match simple pour atteindre le dernier carré mais sera finalement éliminée à la suite d'un but de Lucas Ocampos à la 88e minute.
La saison suivante est cependant plus difficile pour le club. Après un début de saison relativement satisfaisant, Raúl Jiménez se blesse gravement à la tête lors d'un match face à Arsenal en novembre 2020. Orphelins de leur attaquant phare et du soutien du public, toujours interdit de stade à cause de la pandémie, les Wolves s'enlisent dans le ventre mou du classement et terminent la saison à une décevante 13e place. En fin de saison, Nuno décide de quitter le club et est remplacé par son compatriote Bruno Lage.

## Bilan sportif

### Palmarès
| Championnats nationaux | Coupes nationales | Compétitions internationales |
| - Championnat d'Angleterre (3) : - Champion : 1954, 1958 et 1959. - Vice-champion : 1938, 1939, 1950, 1955 et 1960. - Championnat d'Angleterre de deuxième division (4) : - Champion : 1932, 1977, 2009 et 2018. - Championnat d'Angleterre de troisième division (3) : - Champion : 1929, 1989 et 2014. - Championnat d'Angleterre de quatrième division (1) : - Champion : 1988. | - Coupe d'Angleterre (4) : - Vainqueur : 1893, 1908, 1949 et 1960. - Finaliste : 1889, 1896, 1921 et 1939. - Coupe de la Ligue d'Angleterre (2) : - Vainqueur : 1974 et 1980. - Community Shield (4) : - Vainqueur : 1949, 1954, 1959 et 1960. - Finaliste : 1958. - Football League Trophy (1) : - Vainqueur : 1988. | - Coupe UEFA (0) : - Finaliste : 1972. - Ligue Europa (0) : - Quart de Finaliste : 2020. - Texaco Cup (1) : - Vainqueur : 1971. |

### Bilan européen
Légende
- Victoire ou qualification pour le tour suivant
- Match nul
- Défaite ou élimination de la compétition

Note : dans les résultats ci-dessous, le score du club est toujours donné en premier.
| Saison    | Compétition               | Tour                | Club                     | Domicile | Extérieur | Total    |
| --------- | ------------------------- | ------------------- | ------------------------ | -------- | --------- | -------- |
| 1958-1959 | Coupe des clubs champions | Huitièmes de finale | Schalke 04               | 2 - 2    | 1 - 2     | 3 - 4    |
| 1959-1960 | Coupe des clubs champions | Tour préliminaire   | Vorwärts Berlin          | 2 - 0    | 1 - 2     | 3 - 2    |
| 1959-1960 | Coupe des clubs champions | Huitièmes de finale | Étoile rouge de Belgrade | 3 - 0    | 1 - 1     | 4 - 1    |
| 1959-1960 | Coupe des clubs champions | Quarts de finale    | FC Barcelone             | 2 - 5    | 0 - 4     | 2 - 9    |
| 1960-1961 | Coupe des coupes          | Quarts de finale    | Austria Vienne           | 5 - 0    | 0 - 2     | 5 - 2    |
| 1960-1961 | Coupe des coupes          | Demi-finales        | Rangers FC               | 1 - 1    | 0 - 2     | 1 - 3    |
| 1971-1972 | Coupe UEFA                | 32es de finale      | Académica de Coimbra     | 3 - 0    | 4 - 1     | 7 - 1    |
| 1971-1972 | Coupe UEFA                | Seizièmes de finale | ADO La Haye              | 4 - 0    | 3 - 1     | 7 - 1    |
| 1971-1972 | Coupe UEFA                | Huitièmes de finale | Carl Zeiss Jena          | 3 - 0    | 1 - 0     | 4 - 0    |
| 1971-1972 | Coupe UEFA                | Quarts de finale    | Juventus FC              | 2 - 1    | 1 - 1     | 3 - 2    |
| 1971-1972 | Coupe UEFA                | Demi-finales        | Ferencváros TC           | 2 - 1    | 2 - 2     | 4 - 3    |
| 1971-1972 | Coupe UEFA                | Finale              | Tottenham Hotspur        | 1 - 2    | 1 - 1     | 2 - 3    |
| 1973-1974 | Coupe UEFA                | 32es de finale      | CF Belenenses            | 2 - 0    | 2 - 1     | 4 - 1    |
| 1973-1974 | Coupe UEFA                | Seizièmes de finale | Lokomotive Leipzig       | 4 - 1    | 0 - 3     | 4 - 4E   |
| 1974-1975 | Coupe UEFA                | 32es de finale      | FC Porto                 | 3 - 1    | 1 - 4     | 4 - 5    |
| 1980-1981 | Coupe UEFA                | 32es de finale      | PSV Eindhoven            | 1 - 0    | 1 - 3     | 2 - 3    |
| 2019-2020 | Ligue Europa              | Deuxième tour Q     | Crusaders FC             | 2 - 0    | 4 - 1     | 6 - 1    |
| 2019-2020 | Ligue Europa              | Troisième tour Q    | FC Pyunik                | 4 - 0    | 4 - 0     | 8 - 0    |
| 2019-2020 | Ligue Europa              | Barrages Q          | Torino FC                | 2 - 1    | 3 - 2     | 5 - 3    |
| 2019-2020 | Ligue Europa              | Groupe K            | SC Braga                 | 0 - 1    | 3 - 3     | Deuxième |
| 2019-2020 | Ligue Europa              | Groupe K            | Beşiktaş JK              | 4 - 0    | 1 - 0     | Deuxième |
| 2019-2020 | Ligue Europa              | Groupe K            | Slovan Bratislava        | 1 - 0    | 2 - 1     | Deuxième |
| 2019-2020 | Ligue Europa              | Seizièmes de finale | RCD Espanyol             | 4 - 0    | 2 - 3     | 6 - 3    |
| 2019-2020 | Ligue Europa              | Huitièmes de finale | Olympiakos               | 1 - 0    | 1 - 1     | 2 - 1    |
| 2019-2020 | Ligue Europa              | Quarts de finale    | Séville FC               | 0 - 1    | 0 - 1     | 0 - 1    |

## Identité du club

### Couleurs et logo

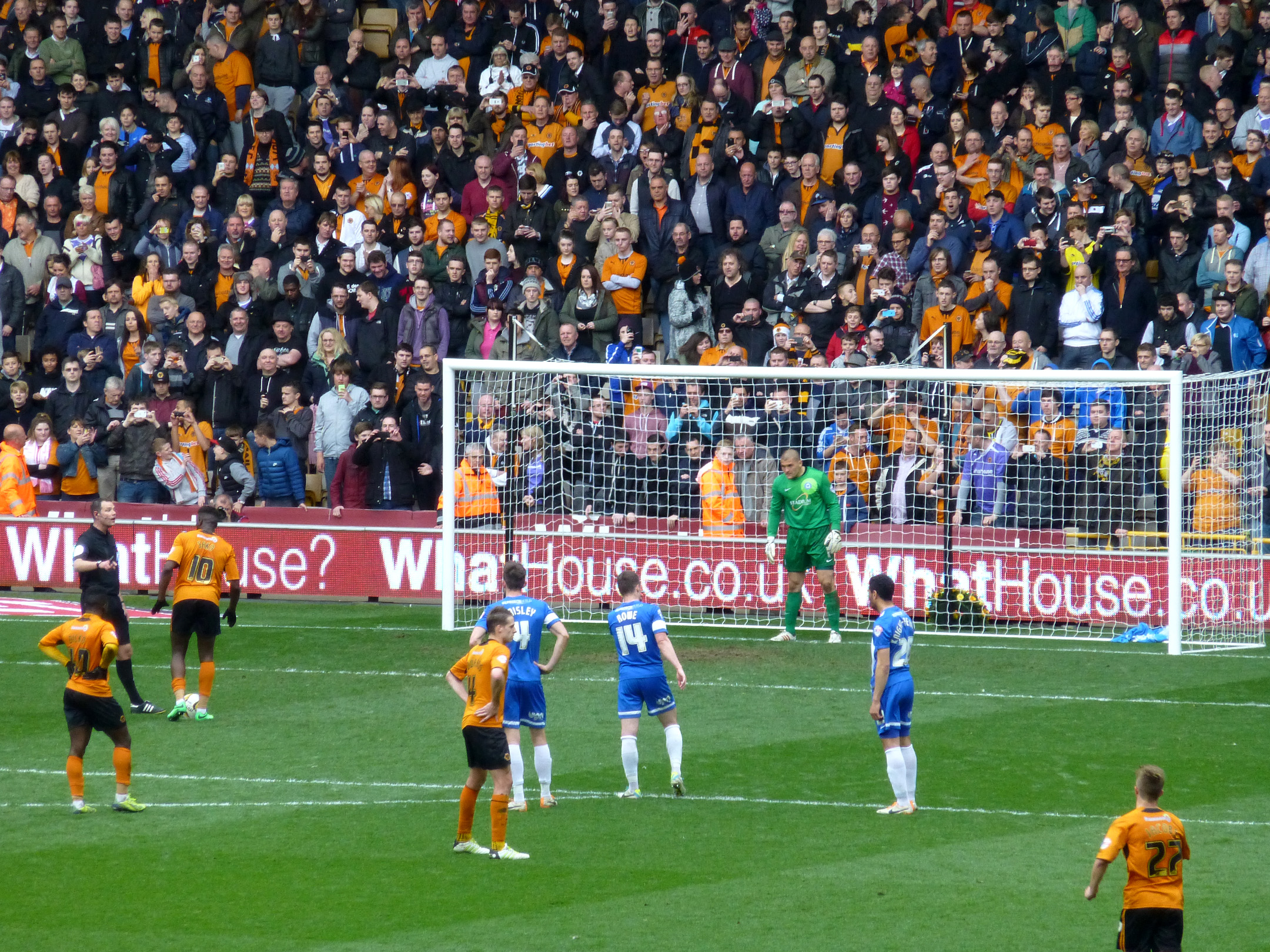
Rencontre face à Peterborough United en 2014, on y voit les Wolves dans les couleurs traditionnelles du club, l'or et le noir.

Le premier blason porté sur les maillots des Wolves reprend les armes de la ville de Wolverhampton. Il n’était porté que lors des grandes occasions comme les finales de Coupe. À la fin des années 1960, les Loups adoptent leur propre insigne représentant un loup bondissant. Dans les années 1970, le badge évolue et présente trois loups. En 1979 il adopte sa forme presque définitive, avec une tête de loup stylisée. Son design simple en fait un des insignes de club les plus reconnaissables en Angleterre.
Les couleurs traditionnelles du club sont une allusion à la devise de la ville présente sur son blason : « de l'obscurité vient la lumière », l’or et le noir représentant respectivement la lumière et l’obscurité.
Au cours de ses premières années, le club arborait des couleurs bien différentes, un maillot blanc rayé verticalement de rouge. Le maillot actuel est or et le short bleu. Ce maillot a peu évolué au cours des années. Il a été un temps rayé verticalement en noir puis avec une bande noire portée en diagonale sur fond or.

### Les supporters

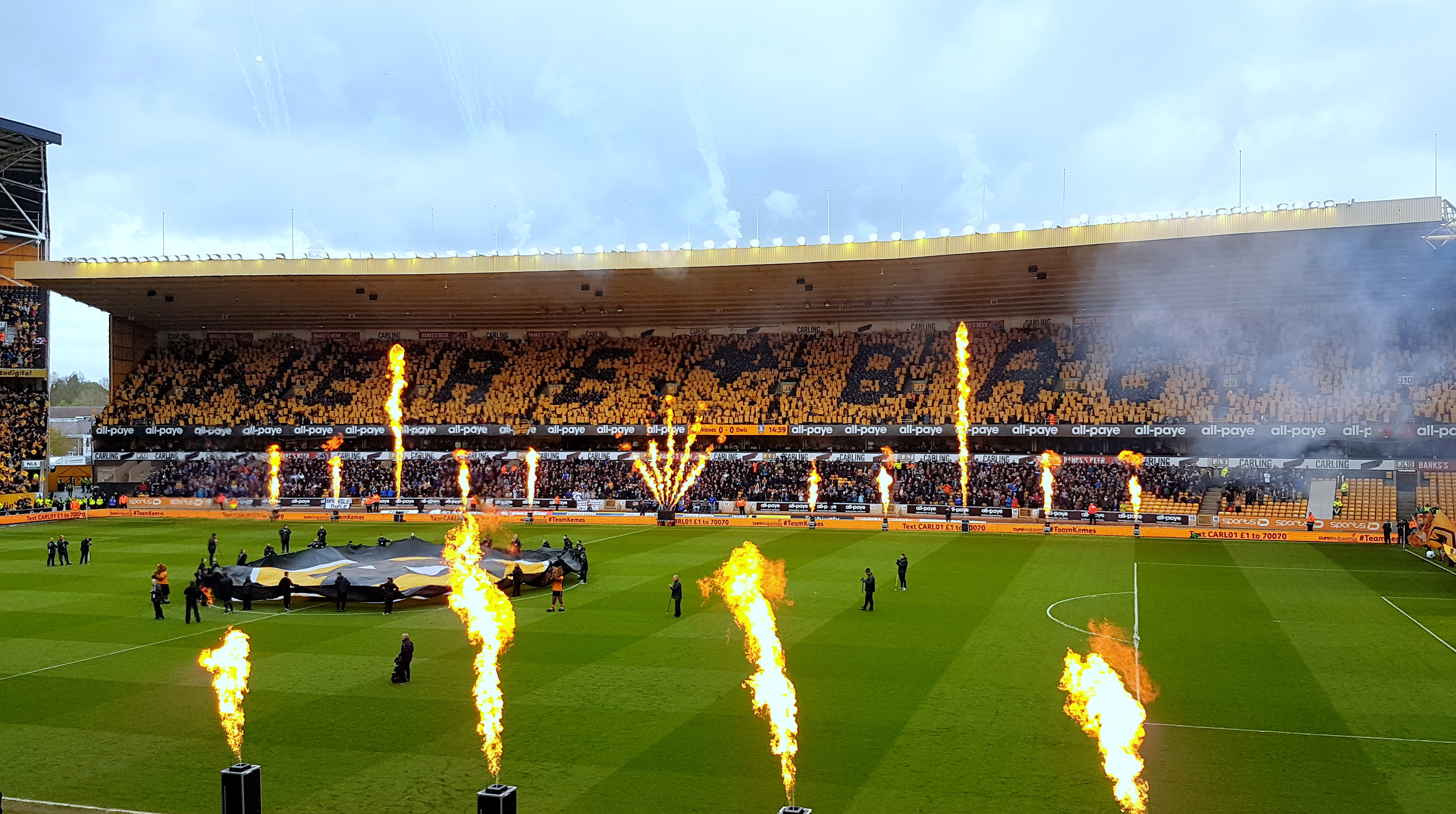
Tifo des supporters du club célébrant la promotion en Premier League en 2018.

Le Wolverhampton Wanderers Football Club se réclame de nombreux supporters présents sur tous les continents. On en retrouve en Australie, en Espagne, en Allemagne, en Suède, aux États-Unis, en Irlande, à Malte ou en Scandinavie. C’est d’ailleurs dans les pays scandinaves que se trouvent les plus nombreux clubs de supporter. Cela s’explique par la retransmission de très nombreux matchs du club depuis les années 1970.
Un fanzine dénommé A Load Of Bull (ALOB) en référence au joueur Steve Bull est publié par des supporters des Wolves depuis 1989.
Robert Plant, chanteur du groupe légendaire Led Zeppelin, n'a jamais caché être un fan invétéré des Wolves, il en fut d'ailleurs nommé vice-président d'honneur.

## Infrastructures du club

### Le Molineux Stadium

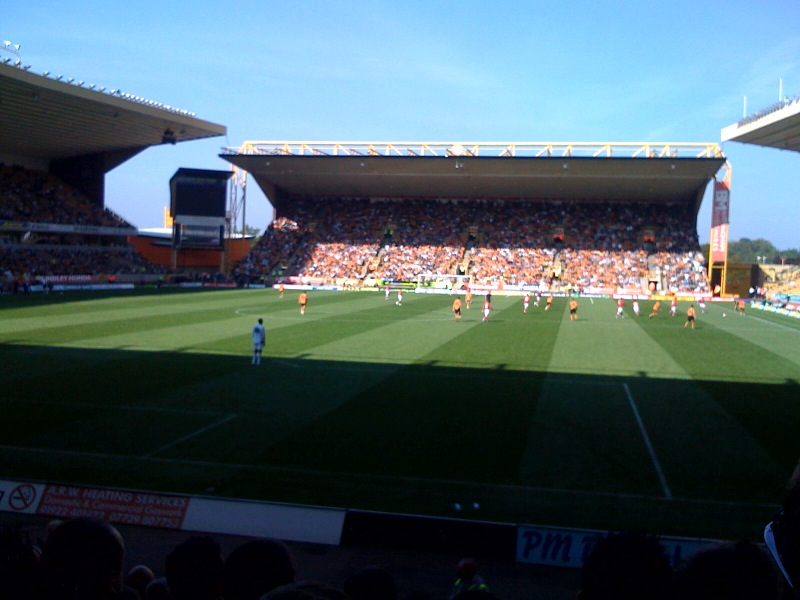
Molineux Stadium

Le Wolverhampton Wanderers FC joue au Molineux Stadium depuis 1889. Le stade a une capacité actuelle de 32 050 places.
Leur précédent terrain de jeu se trouvait dans le quartier de Blakenhall. Aucune trace de celui-ci ne subsiste de nos jours même si une rue tracée à proximité est dénommée Wanderers Avenue. Le nom de Molineux stadium est une référence à Benjamin Molineux, un marchand local qui a construit sa maison sur le terrain sur lequel a été installé bien après le stade. La brasserie Northampton qui a possédé le terrain l’a ensuite revendu au club en 1889. Après avoir transformé le site, le premier match de championnat s’y est tenu le 7 septembre 1889. Le match s’est soldé par une victoire des locaux 2 buts à 0 contre Notts County devant une foule de 4 000 personnes.
En 1953, il est le premier stade anglais à être doté de projecteurs. Le premier match en nocturne s’y est déroulé le 30 septembre 1953 à l’occasion d’un match amical remporté par les Wolves contre l’Afrique du Sud.

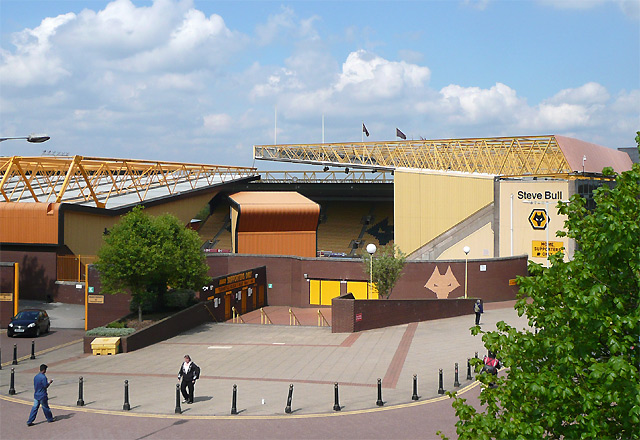
Vue extérieure du stade

Quand les Wolves étaient au faîte de leur gloire sportive dans les années 1950, Molineux Stadium accueillaient régulièrement près de 50 000 spectateurs. Mais le record d’affluence dans l’enceinte est de 61 315 personnes pour un match contre Liverpool FC le 11 février 1939. Dans les années 1980, la capacité d’accueil du stade s’est progressivement réduite pour répondre aux nouveaux critères de sécurité établis après différents drames survenus dans les stades britanniques comme celui de Bradford en 1985 pour s’établir à 31 700 places.

### Le centre d'entraînement
Le centre d'entraînement dénommé Sir Jack Hayward Training Ground a été inauguré en 2005. Il est le résultat d’un investissement de 4,6 millions de livres sterling. Il est localisé dans le quartier de Compton à Wolverhampton à quelques kilomètres du Molineux Stadium. Il comprend un bâtiment de deux étages abritant onze vestiaires, une salle de gymnastique et de musculation et une piscine. Il est entouré de cinq terrains de football.
Le centre d’entraînement est aussi équipé d’un centre médical et de physiothérapie haut de gamme constitué sur le modèle du Milanello appartenant au Milan AC. Les Wanderers possèdent ainsi le seul laboratoire médical britannique exclusivement réservé à un club de football professionnel.

## Joueurs et personnalités du club

### Entraîneurs
Le manager qui a obtenu le plus de succès au Wolverhampton Wanderers est sans conteste Stan Cullis. Après en avoir été le joueur, Cullis a emmené son club vers les sommets en championnat d’Angleterre, luttant régulièrement pour le titre de champion dans les années 1950, mais sans jamais l’obtenir. Les autres entraineurs importants pour le club ont été Bill McGarry, John Barnwell (en), Graham Taylor, Dave Jones, Glenn Hoddle et Graham Turner (en). Taylor et Hoddle ont été entraîneurs de l’équipe nationale anglaise avant leur arrivée aux Wolves.
| Rang | Nom              | Période              |
| 1    | George Worrall   | août 1877-mai 1885   |
| 2    | Jack Addenbrooke | août 1885-juin 1922  |
| 3    | George Jobey     | juin 1922-mai 1924   |
| 4    | Albert Hoskins   | juin 1924-mars 1926  |
| 5    | Fred Scotchbrook | mars 1926-juin 1927  |
| 6    | Frank Buckley    | juil. 1927-mars 1944 |
| 7    | Ted Vizard       | avr. 1944-mai 1948   |
| 8    | Stan Cullis      | juin 1948-sept. 1964 |
| 9    | Andy Beattie     | nov. 1964-sept. 1965 |
| 10   | Ronnie Allen     | sept. 1965-nov. 1968 |
| 11   | Bill McGarry     | nov. 1968-mai 1976   |
| 12   | Sammy Chung      | juin 1976-nov. 1978  |
| 13   | John Barnwell    | nov. 1978-janv. 1982 |
| 14   | Ian Greaves      | févr. 1982-août 1982 |
| 15   | Graham Hawkins   | août 1982-avr. 1984  |
| 16   | Tommy Docherty   | juin 1984-juil. 1985 |
| 17   | Bill McGarry     | sept. 1985-nov. 1985 |
| 18   | Sammy Chapman    | nov. 1985-août 1986  |
| 19   | Brian Little     | août 1986-oct. 1986  |
| 20   | Graham Turner    | oct. 1986-mars 1994  |

| Rang | Nom                 | Période               |
| 21   | Graham Taylor       | mars 1994-nov. 1995   |
| 22   | Mark McGhee         | déc. 1995-nov. 1998   |
| 23   | Colin Lee           | nov. 1998-déc. 2000   |
| 24   | Dave Jones          | janv. 2001-nov. 2004  |
| 25   | Glenn Hoddle        | déc. 2004-juil. 2006  |
| 26   | Mick McCarthy       | juil. 2006-févr. 2012 |
| 27   | Terry Connor        | févr. 2012-juin 2012  |
| 28   | Ståle Solbakken     | juil. 2012-janv. 2013 |
| 29   | Dean Saunders       | janv. 2013-mai 2013   |
| 30   | Kenny Jackett       | mai 2013-juil. 2016   |
| 31   | Walter Zenga        | juil. 2016-oct. 2016  |
| 32   | Paul Lambert        | nov. 2016-mai 2017    |
| 33   | Nuno Espírito Santo | mai 2017-mai 2021     |
| 34   | Bruno Lage          | juin 2021-oct. 2022   |
| 35   | Julen Lopetegui     | nov. 2022-août 2023   |
| 36   | Gary O'Neil         | août 2023-déc. 2024   |
| 37   | Vítor Pereira       | depuis déc. 2024      |

### Effectif professionnel actuel
Le premier tableau liste l'effectif professionnel du Wolverhampton Wanderers pour la saison 2025-2026. Le second recense les prêts effectués par le club lors de cette même saison.
En grisé, les sélections de joueurs internationaux chez les jeunes mais n'ayant jamais été appelés aux échelons supérieurs une fois l'âge-limite dépassé ou les joueurs ayant pris leur retraite internationale.

### Joueurs
Le club a vu évoluer sous ses couleurs de très nombreux joueurs, mais il y en est un qui a marqué les Wolves plus qu’aucun autre, Billy Wright. Il a fait toute sa carrière à Wolverhampton, jouant au total 542 matchs. Sélectionné en équipe d’Angleterre de football, il est le premier footballeur de l’histoire à obtenir plus de 100 sélections en équipe nationale. Il en a été à 90 reprises le capitaine.
Au total, 34 joueurs ont été sélectionnés en équipe nationale lors de leur passage au club, de dernier étant l’attaquant Steve Bull lors de la Coupe du monde de football de 1990. Des joueurs comme Andy Gray, Emlyn Hughes, Paul Ince et Denis Irwin ont eux été sélectionnés avant leur arrivée au club et d’autres comme l’irlandais Robbie Keane l’ont été après avoir quitté les Wolves.
Le Temple de la renommée du club (le Wolverhampton Wanderers Hall of Fame) compte actuellement 21 joueurs :
- Mike Bailey (en)
- Peter Broadbent
- Steve Bull
- Stan Cullis
- Derek Dougan
- Malcolm Finlayson (en)
- Ron Flowers
- Johnny Hancocks
- Billy Harrison
- Kenny Hibbitt
- Jackery Jones
- John McAlle
- Jimmy Mullen
- Andy Mutch
- Derek Parkin
- John Richards
- Bill Slater
- Roy Swinbourne
- Dave Wagstaffe
- Bert Williams
- Billy Wright

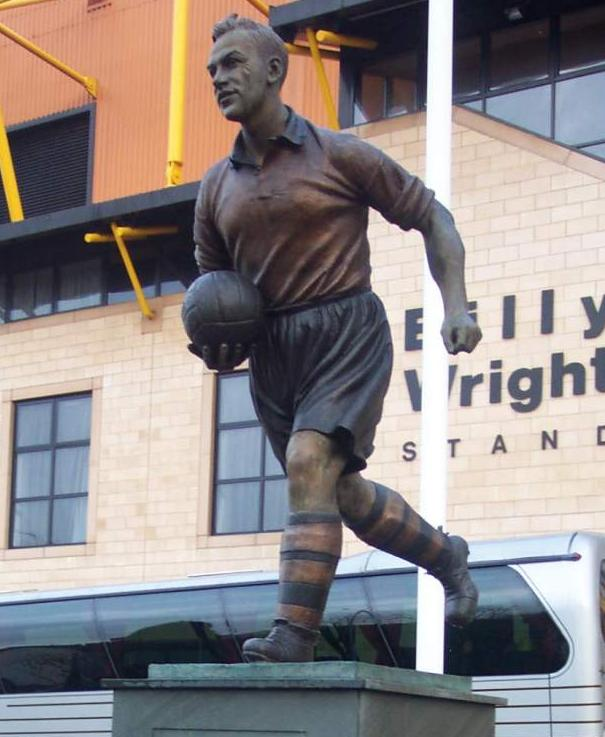
Statue de Billy Wright devant Molineux.
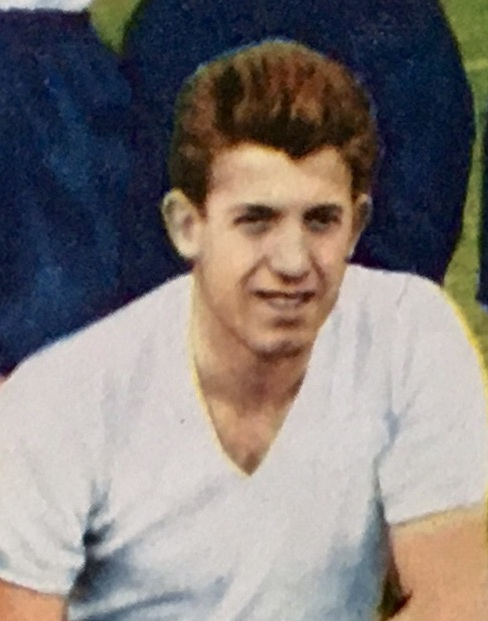
Peter Broadbent, légende du club ici sous les couleurs de la sélection anglaise.
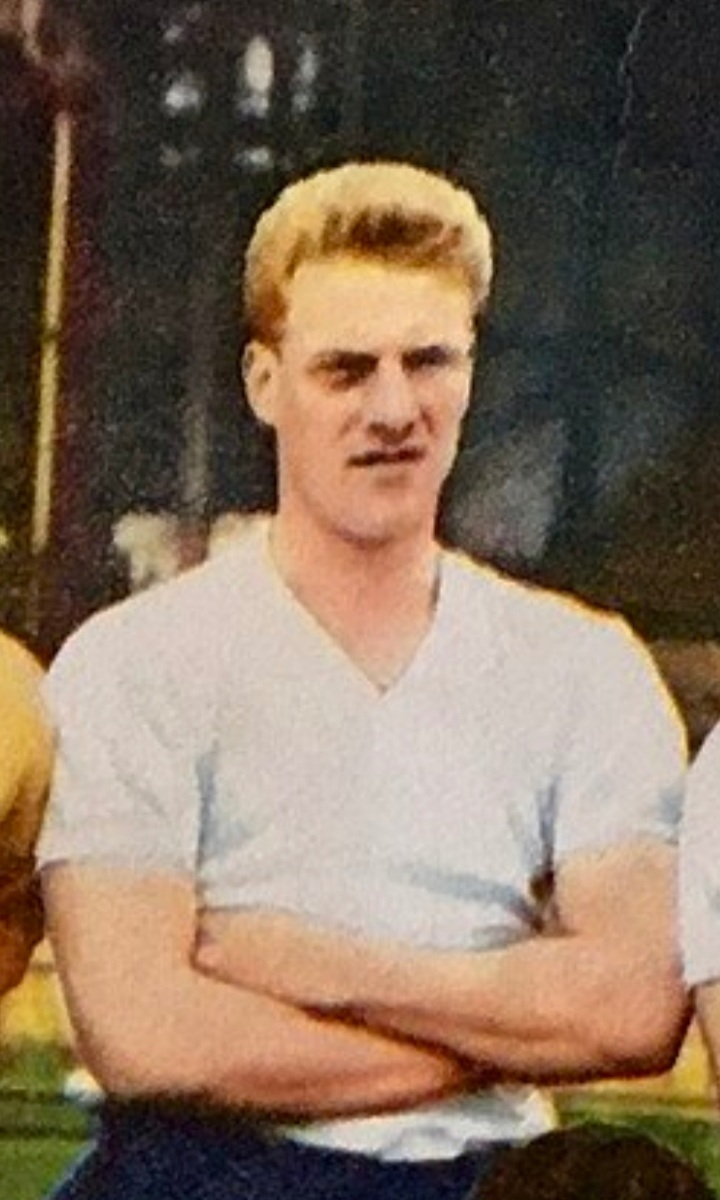
Ron Flowers, triple champion d'Angleterre avec les Wolves et champion du monde avec la sélection anglaise.
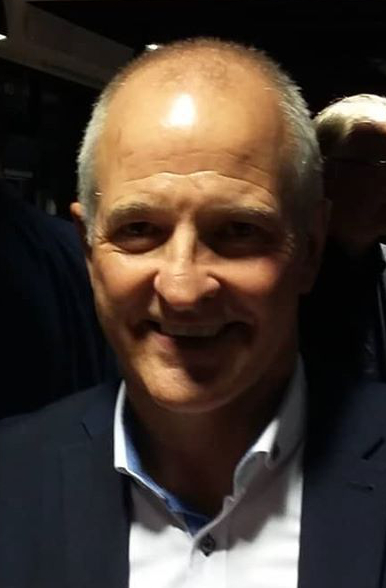
Steve Bull, meilleur buteur de l'histoire du club.

## Rivalités
Le principal rival de Wolverhampton est West Brom, un autre club de la région. Les rencontres entre ces deux équipes sont appelées Black Country derby. Seulement 11 miles séparent les deux stades.
La première rencontre professionnelle entre les deux clubs remonte à 1886, à l'occasion d'un match de FA Cup. Ces deux clubs historiques, membres fondateurs de la Football League, se sont rencontrés 159 fois jusqu'à présent. La saison 1953-1954 fut l'une des plus mémorables, puisque les deux rivaux furent à la lutte pour le titre de champion d'Angleterre. Ce sont finalement les Wolves qui terminèrent en tête, quatre points devant WBA.
Wolverhampton possède également des rivalités plus ou moins importantes avec les deux autres clubs de la ville de Birmingham: Aston Villa et Birmingham City.
Lors de la saison 2019-2020, seuls les Loups et Aston Villa sont en Premier League.